# Llave (carpintería)
En arquitectura y construcción, se llama llave a todo cuerpo a manera de cuña, tarugo o clavo de hierro o madera que sirve para asegurar a otros. 
Son llaves el hierro que se mete en el ojo de un tirante o el tarugo que se encaja entre dos maderos ensamblados para apretar su ensambladura.
- la llave aseguró los cuerpos metiéndose entre ellos
- el pasador atravesándolos
- la abrazadera o cuchillero abrazándolos
- el gatillo agarrándolos
- la grapa encajándose en ambos